# Museo Nacional Bávaro

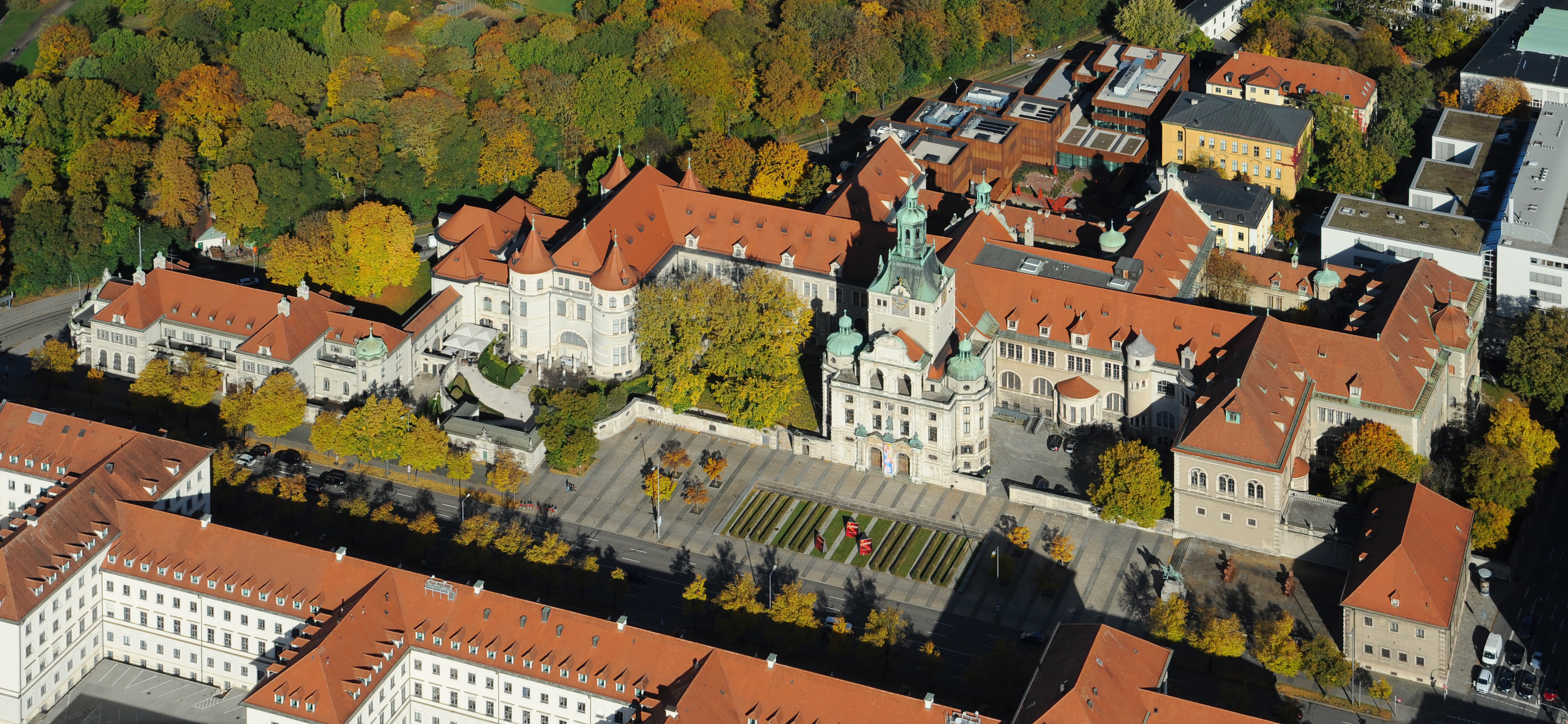
Vista aérea del Museo Nacional Bávaro

El Bayerische Nationalmuseum (Museo Nacional Bávaro) en Múnich contiene una colección de obras de arte e histórico-culturales de rango europeo.
El museo fue fundado en 1855 por el rey Maximiliano II de Baviera; se encuentra desde finales del siglo XIX en la Prinzregentenstraße. El edificio fue concebido por el arquitecto real Gabriel von Seidl en estilo historicista entre 1894 y 1899. Delante del museo se encuentra una estatua ecuestre del príncipe regente Luitpold de Baviera realizada por Adolf von Hildebrand.
Los objetos expuestos en la planta baja dan una visión de la cultura y la historia de Baviera y la Alemania del sur desde la Edad Media hasta nuestros días, sobre todo en cuanto a pintura y escultura, entre las que se encuentran obras de Erasmus Grasser, Tilman Riemenschneider, Hans Leinberger, Adam Krafft, Giovanni Bologna, Hubert Gerhard , Adriaen de Vries, Johann Baptist Straub, Ferdinand Tietz, Simon Troger, Ignaz Günther, Johann Georg Pinsel y Ludwig Schwanthaler, entre ellas la famosa Madonna de Seeon.
En la segunda planta se encuentran las colecciones de porcelana, tallas de marfil, trabajos en oro y plata, relojes, textiles, marquetería y pintura en vidrio.
En el sótano se muestran objetos de la vida burguesa. Destaca la colección de belenes con piezas de toda Europa.
La exposición 150 años del Bayerisches Nationalmuseum celebró en el 2005 el aniversario de la fundación y señalaba las carencias y la falta de una nueva orientación, ya que los objetos se encuentran en vitrinas como en una feria de anticuarios.

## Museos dependientes
- Fränkische Galerie en la Festung Rosenberg en Kronach